# Happich (Unternehmen)
Die Happich GmbH (vor 2010 GHE-Gruppe) ist ein deutscher Automobilzulieferer mit Sitz in Wuppertal.
Sie hat sich auf die Fertigung von Komponenten, Profilen, Schließsystemen, technischen Schallschutz, thermische Isolation und ganzen Systemen vor allem für die Innenausstattung von Fahrzeugen (insbesondere LKW und Busse) sowie dem Schiffbau spezialisiert.
Die Happich GmbH ging aus der 2009 in die Insolvenz gegangenen Happich Fahrzeug- und Industrieteile GmbH und einige ihrer Tochtergesellschaften hervor, die von einer deutschen Tochtergesellschaft des Schweizer Familienunternehmens Pelzer Swiss Holding AG übernommen wurde. Daher trägt die Happich GmbH den Beinamen A Pelzer Family Company. GHE wird weiter als Marke verwendet.

## Produktspektrum und Abnehmer

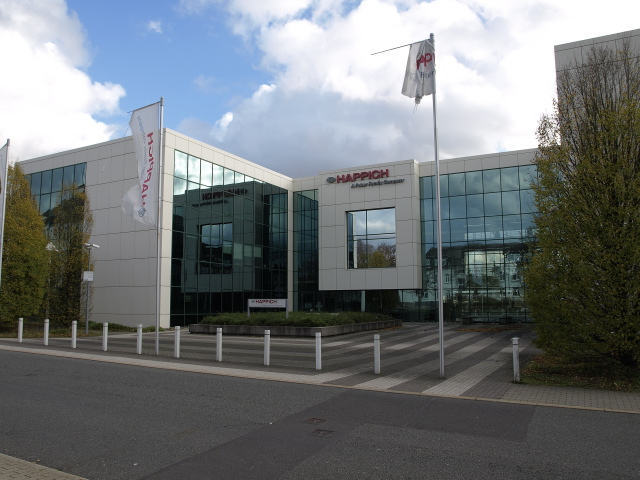

Schwerpunkte im Produktionsprogramm sind Gepäckablagen (Anteil rund 35 %), Profile aus Gummi, Kunststoff und Metall (rund 19 %), Schlösser und Beschläge (15 %) und Verkleidungen für Dächer und Luftkanäle (zusammen etwa 10 %). Das Produktportfolio der GHE-Gruppe umfasst insgesamt rund 3000 Komponenten und über 100 einbaufertig vormontierte Innenausstattungssysteme.
Geliefert werden die Einzelkomponenten an über 4000 Kunden weltweit, die einbaufertigen Systeme an über 100 Kunden weltweit. Der größte Anteil (rund 45 %) entfällt hierbei auf die Ausstattung von Bussen, daneben wird auch für Fahrerkabinen von Lastwagen, Gabelstaplern, Traktoren und Baufahrzeugen (Anteil zusammen 21 %), für Eisenbahn-, Straßenbahn- und U-Bahnwagen, Wohnwagen und -mobile, Boote und andere Freizeitfahrzeuge sowie für die allgemeine Industrie und den Handel produziert. Hauptkunden sind die Bus- und Lkw-Hersteller Daimler, EvoBus, MAN, Neoplan, Irisbus und Volvo.

## Struktur und Kennzahlen
Die Happich-Gruppe besteht aus der Happich GmbH und ihren europaweiten Tochterunternehmen. Vertriebsniederlassungen existieren in Deutschland, Großbritannien, Spanien, Tschechien, Türkei, Polen und China.

## Geschichte

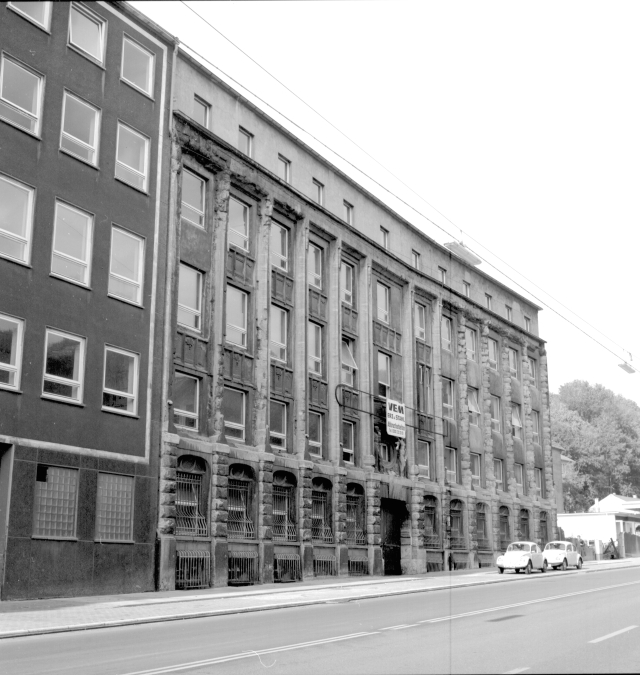
Der alte Gebäudekomplex von Happich am Neuenteich in Elberfeld

Die Geschichte der Happich-Unternehmensgruppe begann 1924 mit der Gründung der GHE OHG durch die Gebrüder Ludwig und Otto Happich in Wuppertal-Elberfeld. Das Firmenkürzel GHE war ursprünglich ein Akronym aus Gebrüder Happich Elberfeld. Otto Happich (* 3. Juni 1900 in Rotenburg an der Fulda; † 4. März 1975) war der Direktor des Unternehmens, das später von seinen Söhnen Otto und Hartmut übernommen wurde. Otto Happich jun. war später bis November 2012 Aufsichtsrat der Rücker AG, Hartmut Happich wurde freier Unternehmensberater und Business Angel.

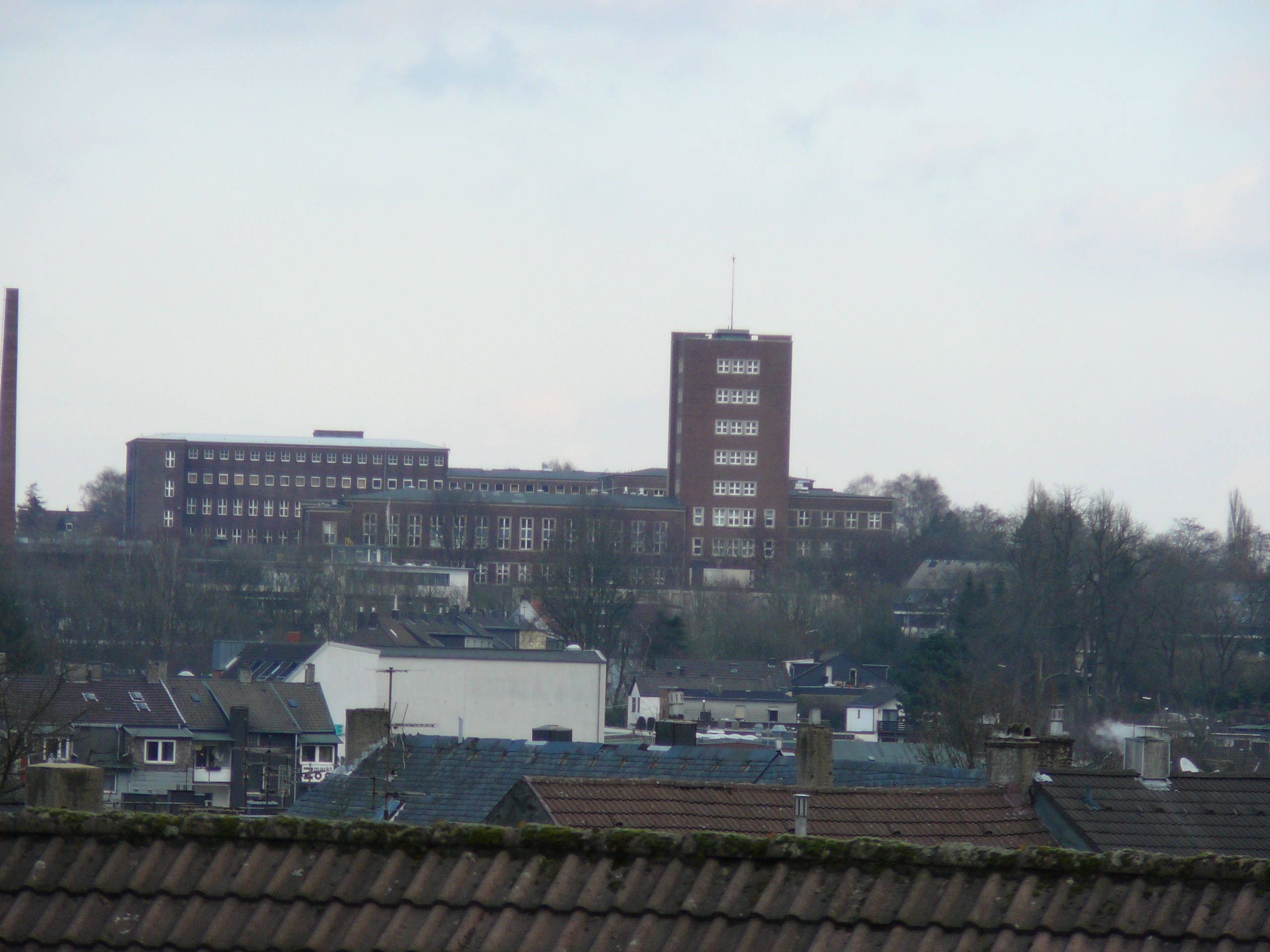
Der 1978 von Happich erworbene Gebäudekomplex der Konsumgenossenschaft

Ab 1973 war Harry Sammel (* 1915), zuvor Vorsitzender der Geschäftsführung der Alfred Teves GmbH,  Vorsitzender der Geschäftsführung des inzwischen als Gebr. Happich GmbH firmierenden Unternehmens, das 1978 den gesamten Gebäudekomplex der ehemaligen Konsumgenossenschaft Vorwärts-Befreiung im Wuppertaler Wohnquartier Clausen übernahm. Anfang der 1980er Jahre erreichte der Umsatz rund 500 Millionen Deutsche Mark, wodurch Happich zu einem der größten europäischen Allround-Fahrzeuginnenausstatter gewachsen war. Um 1990 lag der Mitarbeiterstand bei etwa 5000.
Von 1936 bis 1978 veröffentlichte Happich über 200 Ausgaben einer technischen Kundeninformation unter dem Titel „Der Kleine Musterkoffer“. In den 1970er und 1980er Jahren gab es bei Happich eine Betriebsgruppe der Wuppertaler DKP, die in unregelmäßiger Folge sogar eine eigene Betriebszeitung namens „Rotes Happich-Prisma“ herausgab. Es gab außerdem einen Betriebs-Männerchor und eine Betriebssportgemeinschaft sowie einen vom Unternehmen gestifteten Tennisclub (TC Happich, 2004 aufgegangen im Elberfelder Tennisclub).
1998, der Umsatz war inzwischen auf über 1,3 Mrd. DM gestiegen, wurde Happich von Johnson Controls übernommen. Im Jahr darauf wurde durch ein Management-Buy-out der Bereich Nutzfahrzeug- und Industriekomponenten abgespalten, wobei der mehrheitliche Anteil (85 %) von der deutschen Investmentfirma Halder übernommen wurde. Ende 2002 wurde Happich unter Zusammenschluss mit der italienischen Ellamp Interiors SpA von der zu diesem Zweck im selben Jahr neu gegründeten und in Mailand ansässigen Holdinggesellschaft Group Happich Ellamp (italienisch Gruppo Happich-Ellamp) erworben, an der Halder noch 30 %, die italienische Investmentgruppe Aksìa 60 % und das Gemeinschaftsunternehmen Mediolanum State Street (heute Fondamenta SGR) 10 % hielt. 2008 veräußerte Halder seinen Anteil an einen Fonds des belgischen Investmentunternehmens Becap.
Am 3. Juli 2009 beantragte die Hauptgesellschaft der GHE-Gruppe, die Happich Fahrzeug- und Industrieteile GmbH in Wuppertal sowie drei weitere Tochtergesellschaften, darunter die tschechische Produktionsgesellschaft, aufgrund eines starken Auftragseinbruches im Zuge der Krise in der Automobilindustrie die Eröffnung eines Insolvenzverfahrens.
Ein Neustart durch Übernahme durch ein aus der Branche kommenden Familienunternehmen, der Pelzer Swiss Holding AG, über die deutsche Tochtergesellschaft Pelzer Acoustic Products GmbH, erfolgte zum 1. Mai 2010 mit einer Investition von 8 Mio.€.  Die Pelzer Acoustic Products GmbH übernahm die Hauptgesellschaft, sowie die „Happich Profile GmbH“ in Wuppertal und einige europäische Tochtergesellschaften und firmierte alsdann am 18. Juni zur „Happich GmbH“ um.
2018 übernahm Happich den insolventen Motorradzubehörhersteller Touratech aus Niedereschach.